# 장민호 (배우)
장민호(張民虎, 1927년 9월 29일 ~ 2012년 11월 2일)는 대한민국의 배우, 성우이다.

## 생애
황해도 신천 출신으로, 명신(明新)중학교(황해도 재령 명신고등보통학교)를 졸업하였다. 1945년 해방 후 월남하여 조선배우학교를 연수하고, 1953년 국립극단의 전신인 극단 신협에 들어가 연기활동을 시작했다. ‘예술무대’의 첫 공연인 《모세》에 참여하였고, 드라마센터 첫 공연 《해믈리트》에서 햄릿의 삼촌 왕, 장충동 국립극장 첫 공연 《성웅 이순신》에서 이순신, 세종문화회관 첫 공연 《북벌》에서는 효종 역을 연기하였다. 성우로서는 1947년에 중앙방송국 전속 성우로 입사, 1958년에는 제1회 방송문화연기상을 수상하였다.
2012년 폐기흉으로 사망하였다.

한편, 역대 한국방송대상 남자탤런트 최고령 수상자(SBS <아까딴유>로 23회 남자 탤런트상) 기록을 보유하고 있으며 23회 한국방송대상 여자 탤런트상 수상자였던 나문희는 <아까딴유>에서 본인(장민호)의 며느리 역을 맡았고 23회 한국방송대상 3관왕(대상 TV작가상 여자탤런트상)의 영예를 안은 《바람은 불어도》에서 큰며느리 역으로 나온 박성미가 <아까딴유>에서 본인(장민호)의 효녀 외동딸 역으로 출연했다.

### 경력
- 1966년~1995년 한국성우협회 이사장, 명예회장
- 1968년~1991년 한국연극협회 이사, 부이사장
- 1968년 중앙국립극장 부단장
- 1977년~1984년 한국방송연기자협회 명예회장
- 1978년~1991년 국립극단 단장
- 1986년~2012년 대한민국예술원 회원
- 1996년 연극배우협회 이사

## 대표 작품 및 평가

### 연극
연극에서는 수십편에 걸쳐 저력있는 연기를 과시, 한국연극의 과묵한 무대 연기자로 각광을 받았다.
파우스트의 연기가 뛰어나 ‘파우스트 장’이라 불리기도 했다.
- 1947년 《모세》
- 1955년 《욕망이라는 이름의 전차》
- 《햄릿》
- 《오델로》
- 《학의 다리로 서다》
- 1997년 《파우스트》: 연기생활 50주년 기념공연
- 2006년 《우리읍내》
- 2009년 《맹진사댁 경사》: 명동예술극장 개관 기념공연
- 2011년 《삼월의 눈》: 백성희장민호극장 개관기념 공연

### 드라마
- 1973년 파도
- 1974년 꽃피는 팔도강산: 김희갑, 황정순, 최은희, 도금봉, 박노식, 김용림, 황해, 박근형, 태현실, 윤소정, 문오장, 전양자, 오지명, 한혜숙, 김자옥
- 1979년 대한국인: 이토 히로부미 역
- 1982년 밀봉
- 1983년 고교생 일기: 교장선생님 역
- 1996년 아까딴유 : 송 노인 역
- 2010년 로드 넘버원: 이장우 대위의 노년 역

### 영화
- 1964년 맨발의청춘
- 1984년 낮과 밤
- 2003년 태극기 휘날리며: 이진석의 노년 역
- 2004년 미소
- 2007년 천년학
- 2008년 날나리 종부전
- 2010년 두 여자

## 광고
- 롯데제과 롯데브레인
- LG전자 블랙그린브라운관TV

## 수훈/수상
- 1982년 국민훈장 목련장(4등급)
- 1996년 보관문화훈장(3등급)
- 1996년 제 23회 한국방송대상 남자 탤런트상
- 1996년 SBS 연기대상 공로상
- 1997년 한국연극배우협회 올해의배우상
- 1999년 제21회 동랑 유치진연극상
- 2010년 은관문화훈장(2등급)
- 2010년 제20회 이해랑연극상 특별상
- 2012년 제48회 동아연극상 특별상

## 기타
- 2011년 2월 재단법인으로 독립한 국립극단은 새로 극장을 개관하면서 극장을 장민호와 백성희의 이름을 따 '백성희장민호극장'으로 명명했다.
- 대한민국예술원 회원으로 대한민국 예술상, 동랑연극상, 호암예술상 등을 받았다.[12]

## 같이 보기
- 고설봉
- 백성희